# Rukometni savez Herceg-Bosne
Rukometni savez Herceg-Bosne je rukometna organizacija u Bosni i Hercegovini. Sjedište je u Mostaru, u ulici Dr. Ante Starčevića 34. Športska je organizacija u koju se udružuju rukometni klubovi, općinski gradski rukometni savezi, rukometni savezi županija, udruženje rukometnih trenera i udruženje rukometnih sudaca. Sve udružene organizacije udružuju se u ovaj Savez radi usklađivanja posebnih i zajedničkih interesa planiranja i organiziranja razvitka i unaprijeđenja rukometnog športa, obavljanja djelatnosti i sprovođenja rukometnog programa. RS HB udružuje se u Športski savez Herceg-Bosne. Djeluje na području Federacije BiH.